# Mary Elise Sarotte
Mary Elise Sarotte (* 16. Januar 1968) ist eine US-amerikanische Historikerin, die vor allem durch mehrere Forschungsarbeiten zur NATO-Osterweiterung bekannt wurde. Ihr Werk Nicht einen Schritt weiter nach Osten. Amerika, Russland und die wahre Geschichte der NATO-Osterweiterung (2021) gilt als bahnbrechendes Grundlagenwerk der zeithistorischen Forschung.

## Leben
Sarotte studierte Geschichte an der Harvard-Universität und schloss mit einem Bachelor of Arts ab. Das Jahr 1989 erlebte sie als Austauschstudentin in West-Berlin. Anschließend promovierte sie in Geschichte an der Yale-Universität. Sie arbeitete zunächst als White House Fellow, eine prestigeträchtige Auszeichnung, die herausragenden jungen Führungskräften die Möglichkeit bietet, ein Jahr lang in der US-Bundesregierung zu arbeiten.
Sarotte folgte dann einem Ruf an die University of Cambridge, wo sie 2004 eine Festanstellung (englisch tenure) erreichte. Sie kam in die USA zurück, um an der University of Southern California zu lehren. Sie lehrt zurzeit an der Johns Hopkins School of Advanced International Studies. Sarotte ist die erste Inhaberin des renommierten Lehrstuhls Marie-Josée and Henry R. Kravis Distinguished Professorship of Historical Studies.
2009 und 2022 war sie Stipendiatin an der American Academy in Berlin.

## Mitgliedschaften und Funktionen
- früherer Humboldt Scholar
- Mitglied des Minda de Gunzburg Centre for European Studies in Harvard[6]
- Ernest May Visiting Fellow, Projekt für angewandte Geschichte am Belfer Center for Science and International Affairs, Harvard Kennedy School[6]
- früheres Mitglied des Institute for Advanced Study in Princeton
- Mitglied des Council on Foreign Relations[7]

## Forschungsarbeit
Sarotte befasste sich hauptsächlich mit Osteuropa. Ihre beiden Werke The Collapse: The Accidental Opening of the Berlin Wall (2014) und 1989: The Struggle to Create Post-Cold War Europe (2009) wurden beide von der Financial Times als Bücher des Jahres prämiert. 2001 erschien Dealing with the devil: East Germany, détente, and Ostpolitik, 1969-1973.

### The Struggle, 1989
The Struggle to Create Post-Cold War Europe stellt die entscheidenden Ereignisse und diplomatischen Bemühungen dar, die zum Ende des Kalten Krieges und zur Gestaltung des modernen Europas führten. Sie beleuchtet insbesondere die Zeit um den Fall der Berliner Mauer und die darauffolgenden Verhandlungen, die den Übergang von einer bipolaren Weltordnung zu einer neuen europäischen Struktur prägten. Sarotte argumentiert, dass die Entscheidungen und Kompromisse dieser Periode langfristige Auswirkungen auf die geopolitische Landschaft Europas hatten und bis heute nachwirken.

### Dealing with the Devil, 2001
In Dealing with the Devil untersucht Sarotte die Beziehungen zwischen Ostdeutschland und den westlichen Mächten während der Entspannungsphase. Sie beleuchtet, wie die DDR-Führung unter Erich Honecker versuchte, ihre Souveränität zu behaupten und gleichzeitig von der Ostpolitik Willy Brandts zu profitieren. Das Werk zeigt laut University of North Carolina Press die komplexen diplomatischen Manöver und die Herausforderungen, denen sich die DDR in dieser Zeit gegenübersah. Besonders erwähnenswert fand die FAZ, dass Sarotte die Bedeutung des 'China-Faktors' schlüssig bewiesen habe: Sie zeige, dass die Eskalation des chinesisch-sowjetischen Konflikts und die amerikanisch-chinesische Annäherung als Katalysatoren fungiert hätten. Es werde deutlich, dass die Beziehungen zwischen den beiden deutschen Staaten nur unter voller Berücksichtigung der damaligen Weltpolitik verstanden werden könnten.

### The Collapse, 2014
The Collapse stellt dar, inwiefern die Öffnung der Mauer weniger das Ergebnis geplanter politischer Entscheidungen war, sondern vielmehr durch eine Reihe von Missverständnissen und spontanen Handlungen vonstattenging. Dabei spielten laut Sarotte die die Dynamik der Massenproteste, die Medien und die Reaktionen der politischen Akteure auf beiden Seiten der Mauer eine entscheidende Rolle. Die Rezension von Kirkus Reviews lobt Sarottes akribische Forschung unter Berücksichtigung der Stasi-Akten.

### Not an inch, 2021
Not an Inch: America, Russia, and the Making of Post-Cold War Stalemate untersucht die geopolitischen Entwicklungen nach dem Ende des Kalten Krieges, insbesondere die Kontroversen um die NATO-Osterweiterung. Der Titel bezieht sich auf das angebliche Versprechen westlicher Politiker, die NATO nicht nach Osten auszudehnen – eine Aussage, die nie schriftlich festgehalten wurde, aber Russlands Misstrauen gegenüber dem Westen prägte. Sarotte beschreibt die Beweggründe der ehemaligen Warschauer-Pakt-Staaten, der NATO beizutreten, sowie Russlands Ablehnung dieser Erweiterung, die als Sicherheitsbedrohung wahrgenommen wurde. Sie beleuchtet die US-Politik der 1990er Jahre, die von dem Bestreben geprägt war, die NATO auszubauen, obwohl Warnungen bestanden, dass dies die Spannungen mit Russland verschärfen könnte. Fehlkommunikation, unklare Zusagen und diplomatische Fehleinschätzungen führten laut Sarotte zu einem dauerhaften Misstrauen zwischen Ost und West. Das Buch basiert auf umfangreicher Archivarbeit und Interviews und liefert eine tiefgründige Analyse, wie Entscheidungen jener Zeit die Grundlage für den heutigen Konflikt zwischen Russland und dem Westen legten.

## Ausgewählte Schriften
Monographien
- Nicht einen Schritt weiter nach Osten. Amerika, Russland und die wahre Geschichte der NATO-Osterweiterung. C. H. Beck, München 2023, ISBN 978-3-406-80831-9 (englisch: Not One Inch. America, Russia, and the Making of Post-Cold War Stalemate. New Haven 2021).[10] Die deutsche Ausgabe wurde etwas gekürzt und enthält ein neues Vorwort.
- The Collapse. The Accidental Opening of the Berlin Wall. Basic Books, New York 2014, ISBN 978-0-465-04990-5.
- 1989. The Struggle to Create Post-Cold War Europe. Princeton University Press, Princeton 2014, ISBN 978-0-691-16371-0.
- Dealing with the Devil. East Germany, Détente, and Ostpolitik, 1969–1973. University of North Carolina Press, Chapel Hill 2001, ISBN 978-0-8078-4915-6.

Essays und Artikel
- A Better Path for Ukraine and NATO. What Kyiv Could Do Now for a Place in the Alliance. In: Foreign Affairs. 8. Juli 2024.
- Containment Beyond the Cold War. How Washington Lost the Post-Soviet Peace. In: Foreign Affairs. Band 100, Nr. 6, November/Dezember 2021, S. 22–35.
- The Historical Legacy of 1989. The Arc to Another Cold War? In: Nuno P. Monteiro, Fritz Bartel (Hrsg.): Before and After the Fall. World Politics and the End of the Cold War. Cambridge University Press, Cambridge 2021, ISBN 978-1-108-84334-8, S. 286–301, doi:10.1017/9781108910194.017.
- mit Serhii Plokhy: The Shoals of Ukraine. Where American Illusions and Great-Power Politics Collide. In: Foreign Affairs. Band 99, Nr. 1, Januar/Februar 2020, S. 81–95.
- How to Enlarge NATO: The Debate inside the Clinton Administration, 1993–95. In: International Security. Band 44, Nr. 1, Sommer 2019, S. 7–41, doi:10.1162/isec_a_00353.
- Debatte mit Mark Kramer: No Such Promise. Letters to the Editor. In: Foreign Affairs. Band 93, Nr. 6, November/Dezember 2014, S. 208–209.
- Versprochen und gebrochen? In: Die Zeit. Nr. 41, 1. Oktober 2014, S. 9 (zeit.de).
- A Broken Promise? In: Foreign Affairs. Band 93, Nr. 5, September/Oktober 2014, S. 90–97.
- Not One Inch Eastward? Bush, Baker, Kohl, Genscher, Gorbachev, and the Origin of Russian Resentment toward NATO Enlargement in February 1990. In: Diplomatic History. Band 34, Nr. 1, Januar 2010, S. 119–140, doi:10.1111/j.1467-7709.2009.00835.x.